# 2017 في اليمن
فيما يلي قوائم الأحداث التي وقعت خلال عام 2017 في اليمن.

## حاملي المناصب
- رئيس اليمن: عبد ربه منصور هادي
- رئيس وزراء اليمن: أحمد عبيد بن دغر

## أحداث
- 29 نوفمبر – معركة صنعاء
- 29 يناير – معركة يكلا
- 23 مايو – هجوم الخثلة

## سياسة

### تعيين في المنصب
- 29 يوليو – فرج سالمين البحسني محافظ محافظة حضرموت.

## وفيات
- 2 مارس – محمد ياسر طاهر (مواليد 1980).
- 12 أغسطس – محمد علي حسن المؤيد (مواليد 1948).
- 31 أغسطس – عوض السقطري عضو مجلس النواب.
- 29 أكتوبر – عبد الله علي حسن معيلي عضو مجلس النواب.
- 4 ديسمبر – عارف الزوكا (مواليد 1964) سياسي يمني شغل منصب الأمين العام لحزب المؤتمر الشعبي العام القطاع الموالي للرئيس علي عبد الله صالح.
- 4 ديسمبر – علي عبد الله صالح (مواليد 1947) رئيس اليمن الشمالي 1978-1990 ورئيس الجمهورية اليمنية 1990-2011.
- 10 ديسمبر – أبو بكر سالم (مواليد 1939) مغني وملحن يمني.